# Lloyd Bridges

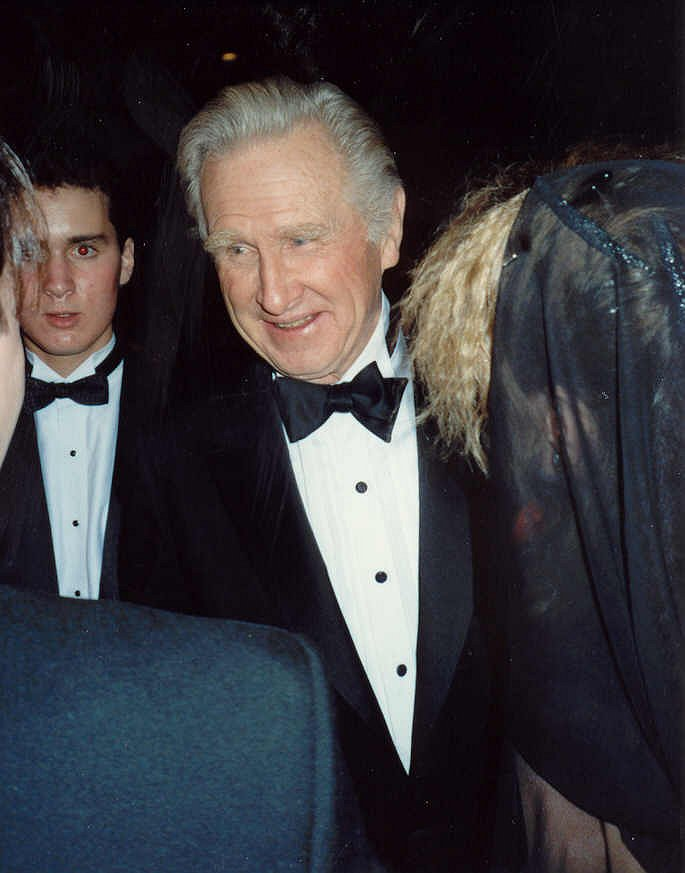
Lloyd Bridges

Lloyd Bridges (15. ledna 1913 San Leandro, USA – 10. března 1998 Los Angeles, USA), celým jménem Lloyd Vernet Bridges Jr., byl americký herec. Jeho synové Jeff a Beau se také stali úspěšnými herci.

## Život
Narodil se roku 1913 v Kalifornii. Vystudoval střední školu Eureka Senior High School. Poté studoval politické vědy na Univerzity of California v Los Angeles, kde se seznámil se svou pozdější manželkou Dorothy Dean Simpsonovou. V roce 1938 se vzali a měli spolu dceru Cindy a syny Jeffa a Beaua, kteří šli v jeho stopách. 
Hereckou premiéru si odbyl v roce 1939 v divadle na Broadwayi ve hře Othello od Williama Shakespeara. V divadle zůstal do 50. let, kdy se přiznal, že byl členem komunistické strany a následně dostal zákaz hrát. Později ho FBI očistila a on se mohl vrátit k hraní, tentokrát však spíše v televizi a filmu. Největší popularitu si vydobyl vlastně až v důchodovém věku, když se objevil v řadě bláznivých parodií skupiny ZAZ (Připoutejte se, prosím!, Žhavé výstřely 1 a 2). Zemřel roku 1998 přirozenou smrtí.
Za svojí kariéru se objevil ve více než 150 filmech a seriálech, kde většinou hrál ve vedlejších rolích. Vystřídal řadu žánrů, objevil se ve westernech, akčních filmech, ale nejznámější jsou jeho komediální role. Během pětačtyřiceti let kariéry si vysloužil dvě nominace na cenu Emmy, ovšem ani jednu neproměnil. Posledním jeho filmem byl snímek Fotroviny, jenž měl premiéru až v roce 2000, dva roky po jeho smrti.

## Výběr z filmografie

### Filmy
- 2000 – Fotroviny
- 1998 – Maffiósso
- 1993 – Žhavé výstřely 2 (prezident Benson)
- 1991 – Žhavé výstřely (admirál Benson)
- 1988 – Tucker: Člověk a jeho sen
- 1982 – Připoutejte se prosím! 2
- 1980 – Připoutejte se, prosím!
- 1979 – Železná maska
- 1979 – Medvědí ostrov
- 1969 – Lost Flight
- 1968 – Operace vzteklý pes (též Útok na Železné pobřeží)
- 1956 – Obchodník s deštěm
- 1952 – V pravé poledne
- 1947 – Neporažená
- 1946 – Canyon Passage
- 1943 – Sahara
- 1942 – Rozruch ve městě
- 1941 – Záhadný pan Jordan

### Seriály
- 1995 – Krajní meze
- 1986 – Sever a Jih II
- 1982 – Modrá a šedá
- 1981 – Na východ od ráje
- 1977 – Kořeny
- 1954 – Climax!